# رشید (فیلم)
رشید فیلمی به نویسندگی و کارگردانی پرویز نوری محصول ۱۳۵۰ است.

## داستان
رشید و دوستش جواهرهای زن فلجی را ربوده و زن در این حین کشته می‌شود. رشید جواهرها را در معدنی مخفی کرده و یه کلبه‌ای در جنگل پناه می‌بَرد که دو فراری (حامد و نازی) در آن زندگی می‌کنند. شخصی به نام بشیر به حامد و نازی اطلاع می‌دهد که پلیس در جست‌وجوی سارق جواهرات است. حامد به رشید مظنون می‌شود و به وی پیشنهاد تقسیم جواهرات دزدیده‌شده و فرار به‌همراه یکدیگر را می‌دهد. سیامک، دوست حامد، که در کار قاچاق است، با حامد و رشید نزاع کرده، و نازی با تبر سیامک را به قتل می‌رساند و رشید و حامد با هم به سمت معدن می‌روند. حامد بر اثر ریزش معدن زیر آوار مدفون شده و رشید به کلبه بازمی‌گردد. نازی کلبه را آتش می‌زند و به‌همراه رشید به سمت معدن بازمی‌گردند. پلیس به معدن می‌آید و رشید به‌ناچار تسلیم می‌شود و تصمیم می‌گیرد خودش را تحویل دهد؛ اما حامد، که از زیر آوار خود را بیرون کشیده‌است، با گلوله‌ای رشید را به قتل می‌رساند.

## بازیگران
- بهروز وثوقی
- بهمن مفید
- زری خوشکام